# Piper pinoganense
Piper pinoganense är en pepparväxtart som beskrevs av William Trelease. Piper pinoganense ingår i släktet Piper och familjen pepparväxter. Inga underarter finns listade i Catalogue of Life.